# Ypthima honora
Ypthima honora är en fjärilsart som beskrevs av Hans Fruhstorfer 1911. Ypthima honora ingår i släktet Ypthima och familjen praktfjärilar. Inga underarter finns listade i Catalogue of Life.